# Diego de Lozada (paroisse civile)
Pour les articles homonymes, voir Lozada.
Diego de Lozada, ou Diego de Losada, est l'une des huit paroisses civiles de la municipalité de Jiménez dans l'État de Lara au Venezuela. Sa capitale est Cubiro.

## Géographie

### Démographie
Hormis sa capitale Cubiro, la paroisse civile comporte plusieurs localités, dont :
- Cabello
- Cuatro Esquinas
- Cubiro
- El Manzanal
- El Pajal
- El Páramo
- El Zancudo
- Laguna Negra
- Las Cuibas
- Mimiche
- Paso Real
- Piedra de Ojo
- Raya del Caimito
- Troncón Negro

## Environnement
Un gros tiers sud du territoire est inclus dans le parc national Yacambú.